# Baby Boom (film)
Baby Boom är en amerikansk romantisk komedifilm från 1987 i regi av Charles Shyer. I huvudrollen som New York-yuppien J.C. Wiatt ses Diane Keaton.

## Rollista i urval
- Diane Keaton - J.C. Wiatt
- Sam Shepard - Dr. Jeff Cooper
- Harold Ramis - Steven Buchner
- Sam Wanamaker - Fritz Curtis
- James Spader - Ken Arrenberg
- Pat Hingle - Hughes Larrabee
- Britt Leach - Verne Boone
- Annie Golden - en nanny
- Linda Ellerbee - berättare
- Kim Sebastian - Robin
- Mary Gross - Charlotte Elkman
- Kristina & Michelle Kennedy - Baby Elizabeth